# اپلتون (ویسکانسین)
اپلتون، ویسکانسین  (به انگلیسی: Appleton) شهری در شهرستان کلومت اوتاگیمی وینباگو ایالت ویسکانسین است که در سال ۱۸۵۷ بنیان‌گذاری شده‌است. این شهر طبق سرشماری سال ۲۰۱۰ میلادی ۷۸٬۰۸۶ نفر جمعیت داشته‌است.

## نگارخانه

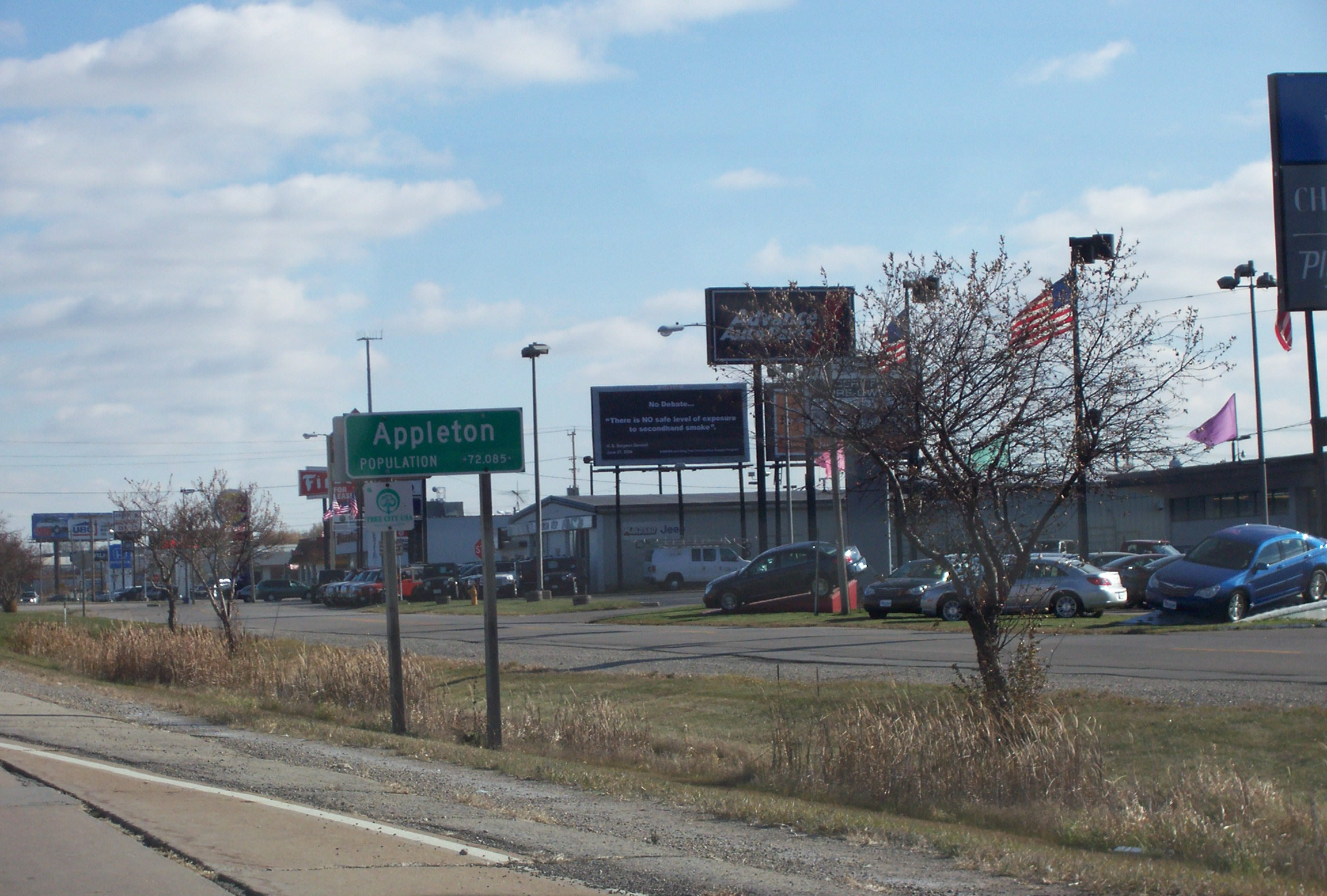
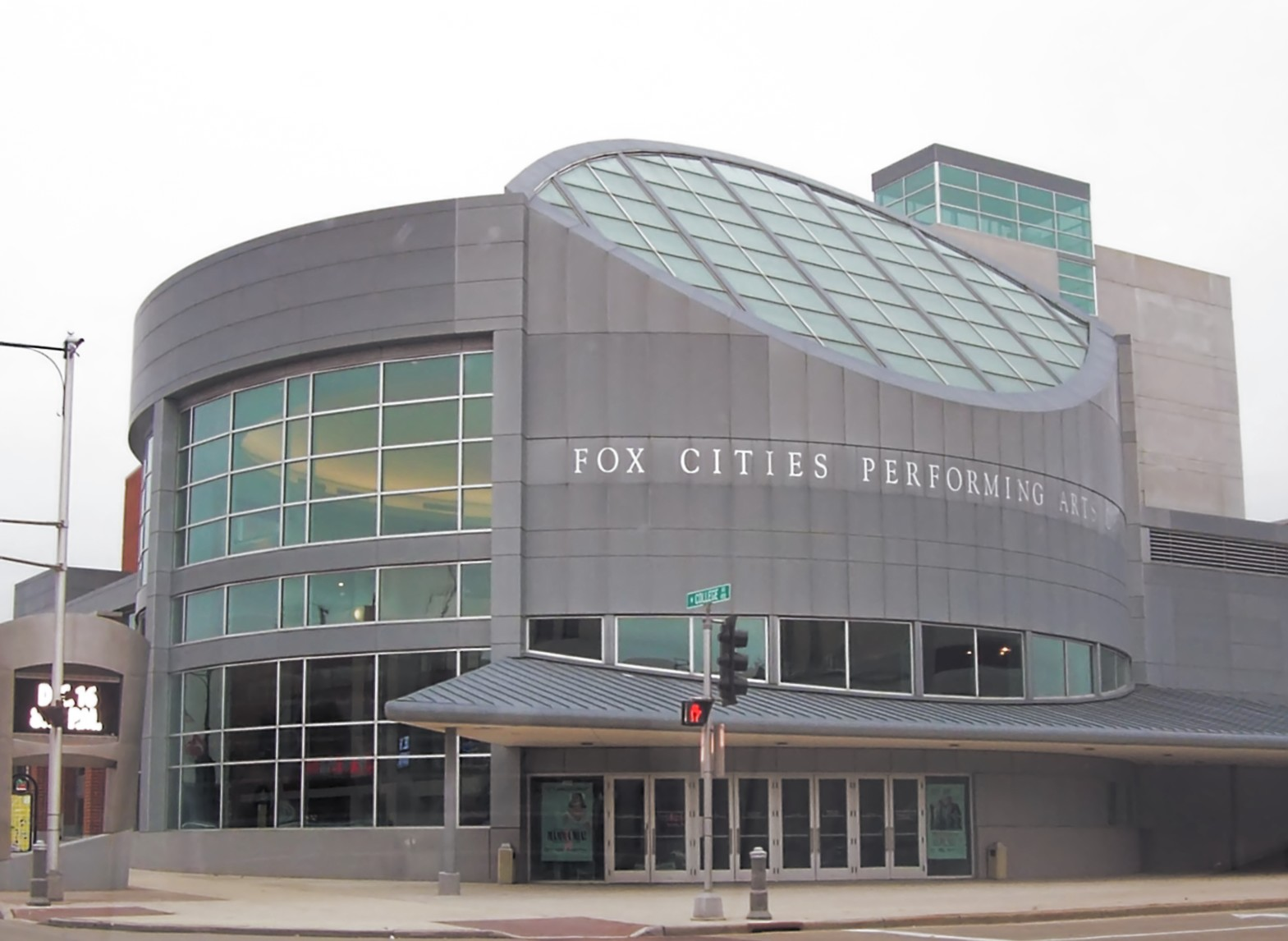
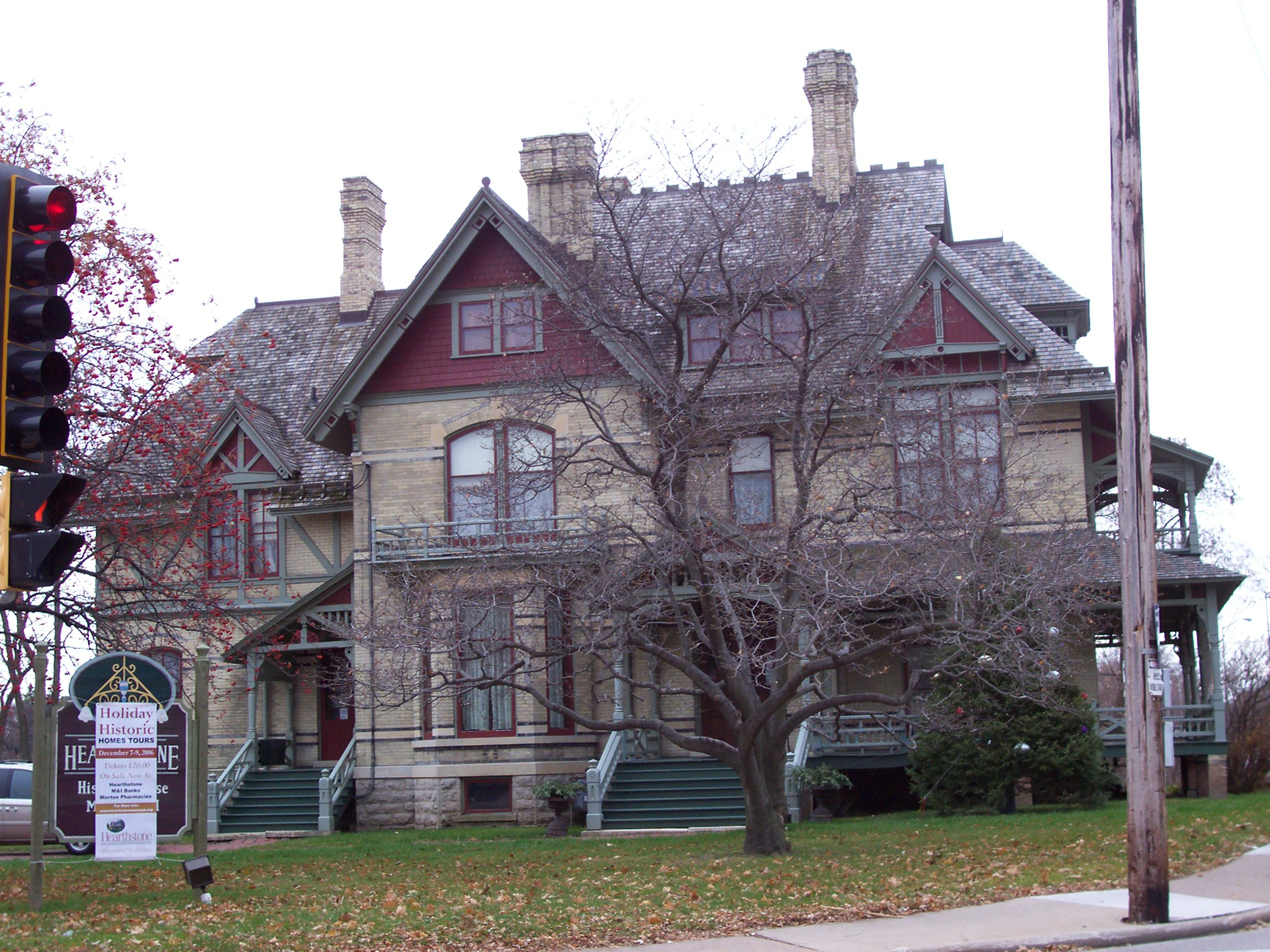
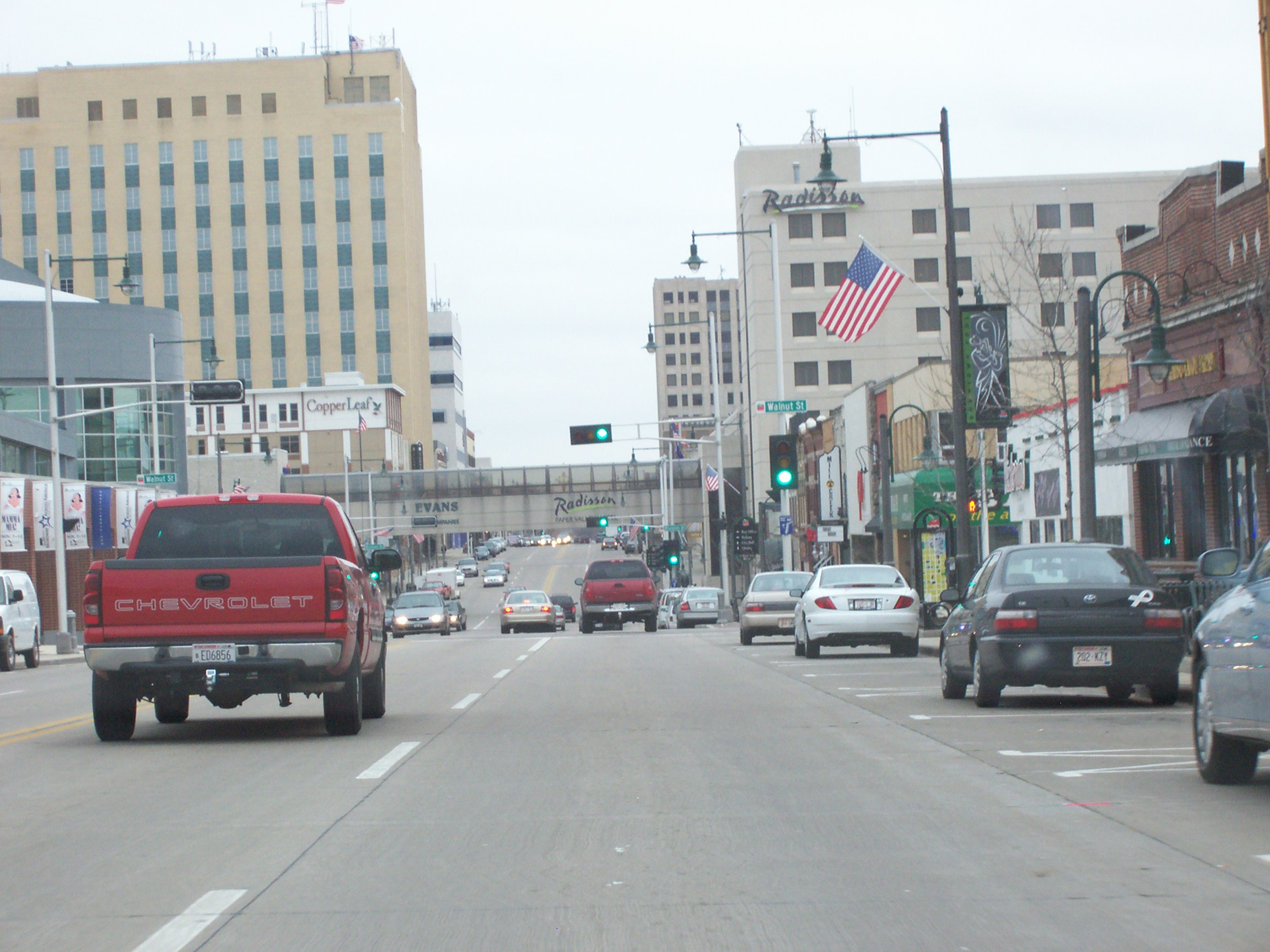
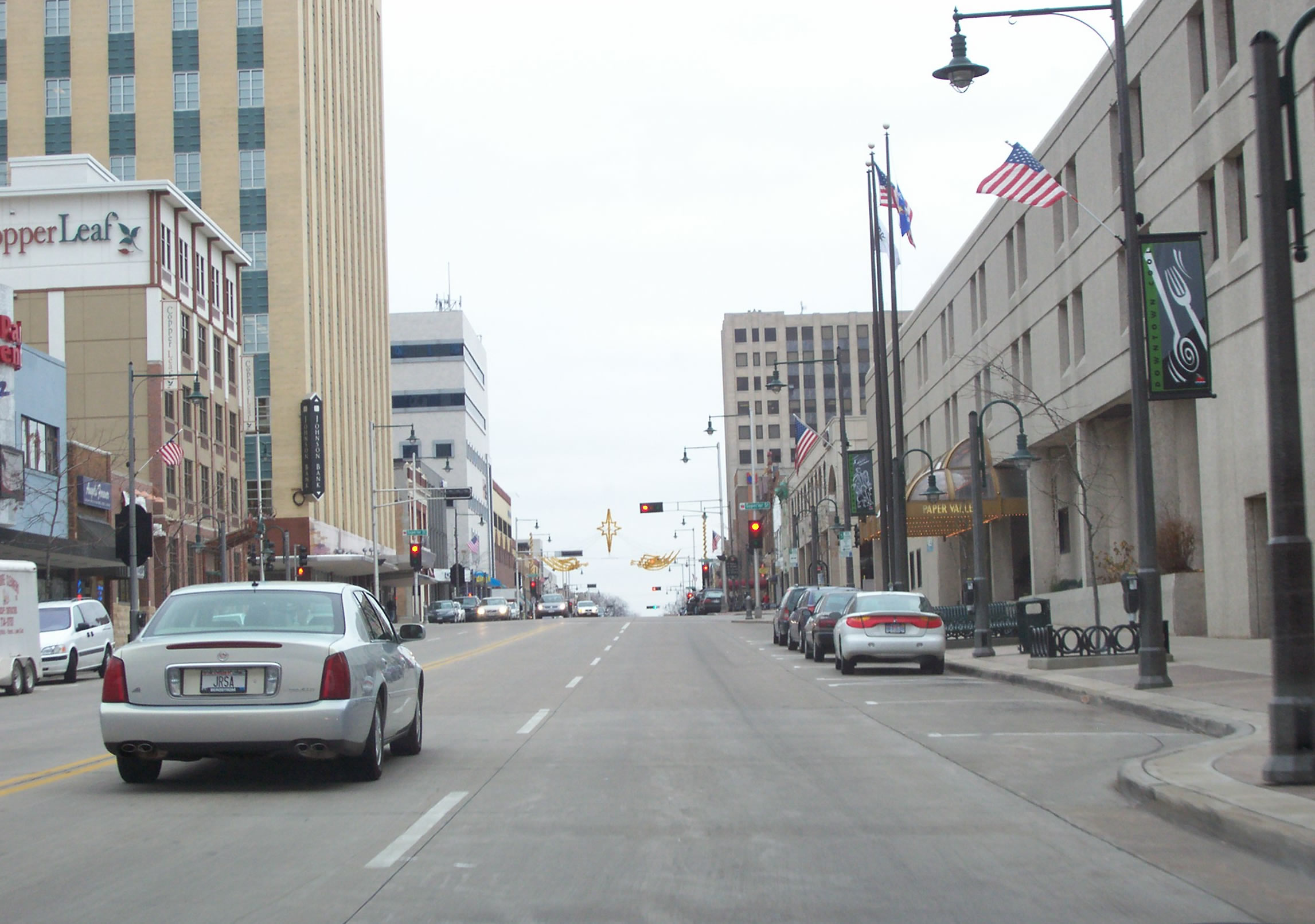
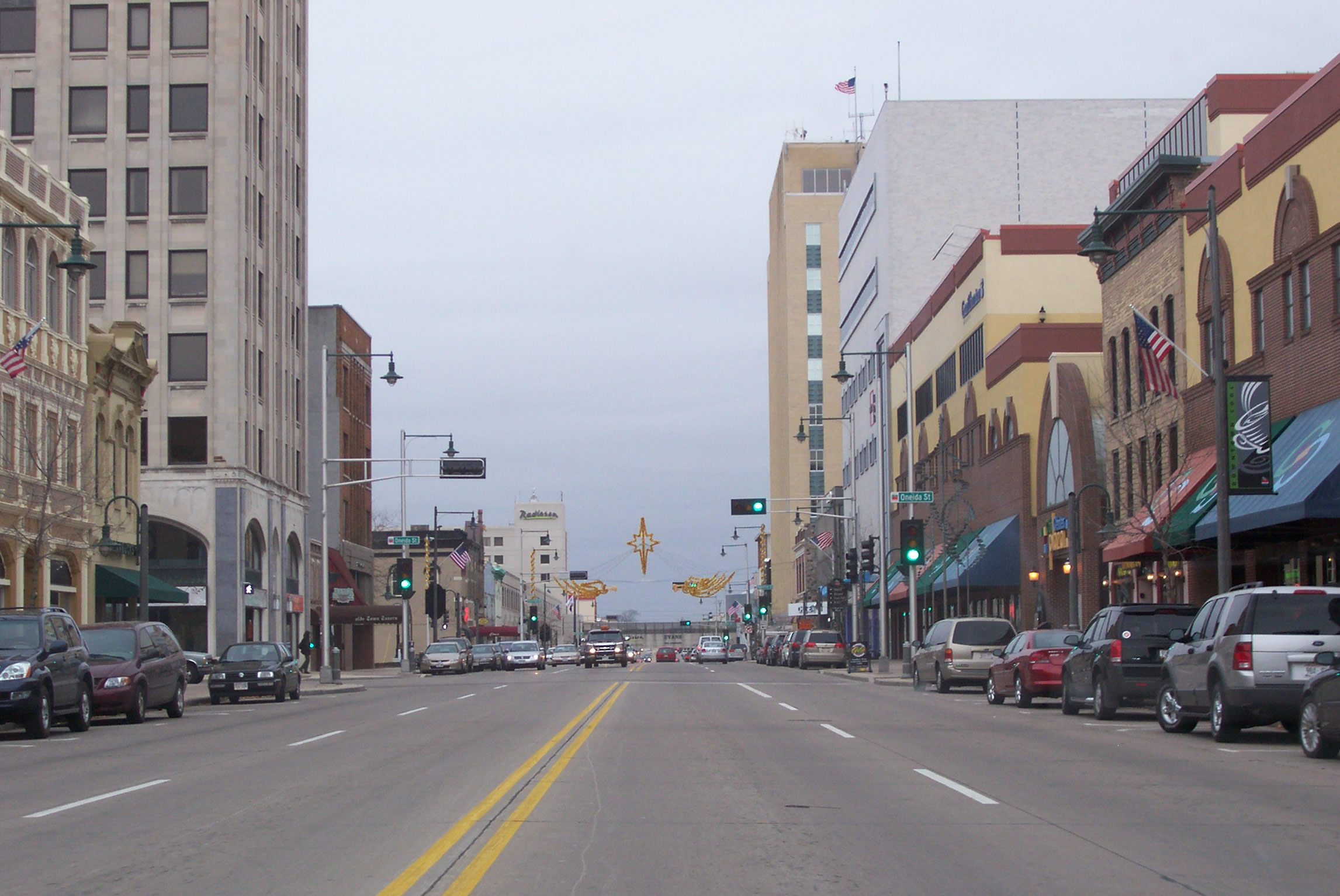